# Oleksandr Pervij
Oleksandr Ivanovič Pervij (in russo Александр Иванович Первий?; in ucraino  Олександр Іванович Первій?; Bilozers'ke, 28 ottobre 1960 – Donec'k, 25 settembre 1985) è stato un sollevatore sovietico di origine ucraina, medagliato olimpico, mondiale ed europeo, che ha gareggiato nelle categorie dei pesi medi (fino a 75 kg.) e dei pesi massimi leggeri (fino a 82,5 kg.).

## Biografia
Nel 1980 Oleksandr Pervij fu convocato ai Campionati europei di Belgrado nella categoria dei pesi medi, riuscendo ad ottenere la medaglia di bronzo con 347,5 kg. nel totale. Alcuni mesi dopo fu convocato anche alle Olimpiadi di Mosca 1980, dove riuscì a migliorarsi e a conquistare la medaglia d'argento con 357,5 kg. nel totale, dietro al bulgaro Asen Zlatev (360 kg.). Questa competizione olimpica era valida anche come Campionato mondiale.
Nel 1981 Pervij vinse la medaglia d'argento ai Campionati mondiali ed europei di Lilla con 357,5 kg. nel totale, alle spalle dell'altro bulgaro Janko Rusev (360 kg.)
L'anno successivo Pervij passò alla categoria superiore dei pesi massimi leggeri, conquistando un'altra medaglia d'argento ai Campionati mondiali ed europei di Lubiana con 392,5 kg. nel totale, battuto anche questa volta da Asen Zlatev (400 kg.).
Nel 1983, purtroppo, Pervij ebbe un infarto che lo costrinse ad abbandonare lo sport e a congedarsi dall'Esercito sovietico, nel quale era inserito.
Non riuscendo a trovare un lavoro, soffrì di depressione e si rifugiò nell'alcoolismo, fino a quando perse la vita in seguito ad un altro infarto a soli 24 anni.
Durante la sua breve carriera agonistica Pervij realizzò anche 4 record mondiali, di cui 3 nella categoria dei pesi medi (due nella prova di slancio ed uno nel totale) e 1 nella categoria dei pesi massimi leggeri (slancio).